# Belemnia dubia
Belemnia dubia là một loài bướm đêm thuộc phân họ Arctiinae, họ Erebidae.